# Ulrich Biesinger
Ulrich Biesinger (6 de agosto de 1933 - 18 de junio de 2011) fue un jugador de fútbol alemán que jugó a nivel profesional e internacional como delantero. Nació el mismo día que el portero español Ricardo Zamora II.

## Carrera
Nacido en Augsburg-Oberhausen, fue un atacante para BC Augsburg. Entre 1954 y 1958 jugó en siete partidos para la Selección de fútbol de Alemania y anotó dos goles. Fue el jugador más pequeño del equipo de Alemania que ganó la Copa Mundial de Fútbol de 1954.